# Calvaire du cimetière de Limerzel
Le calvaire du cimetière de Limerzel est situé, route de la mairie, au centre du cimetière de Limerzel dans le Morbihan.

## Historique
Le calvaire du cimetière de Limerzel fait l’objet d’une inscription au titre des monuments historiques depuis le 18 mars 1927.